# Bonanza Pass
Bonanza Pass är ett bergspass i Kanada.   Det ligger i provinsen British Columbia, i den södra delen av landet, 3 200 km väster om huvudstaden Ottawa. Bonanza Pass ligger 1 468 meter över havet.
Terrängen runt Bonanza Pass är kuperad åt nordost, men åt sydväst är den bergig. Runt Bonanza Pass är det mycket glesbefolkat, med 2 invånare per kvadratkilometer..
I omgivningarna runt Bonanza Pass växer i huvudsak barrskog.